# Fernauslöser

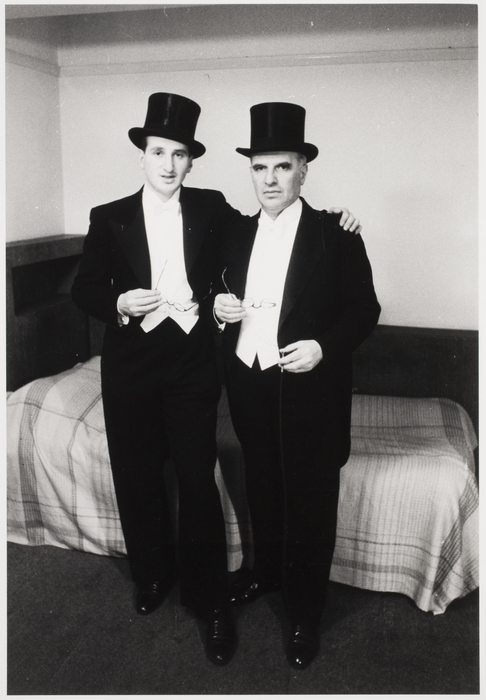
Erich Salomon betätigt mit seiner linken Hand den Drahtauslöser

Ein Fernauslöser ist ein Hilfsmittel, mit dem eine Kamera genutzt werden kann, ohne sie zu berühren oder am Standort der Kamera anwesend zu sein.
Bei einem Drahtauslöser wird zum Auslösen der Belichtung ein biegsamer Bowdenzug verwendet, der gewöhnlich zwischen 10 und 50 cm lang ist.

## Ausführungen

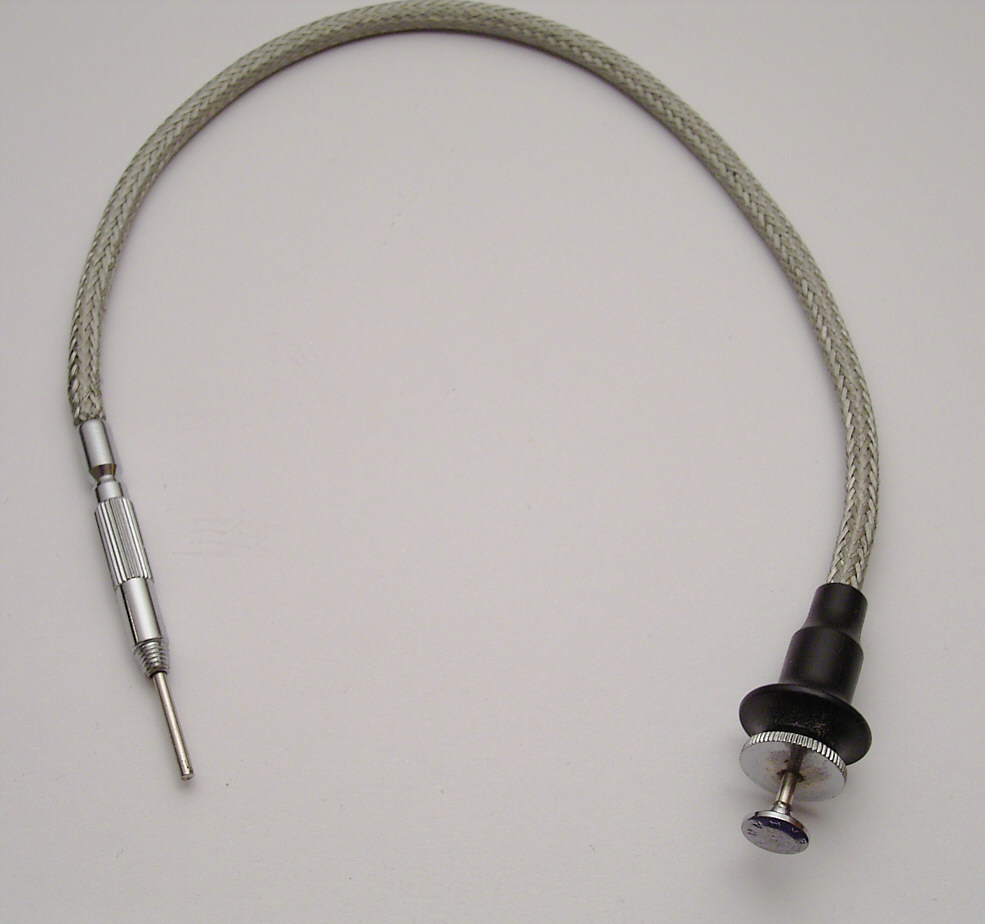
Mechanischer Drahtauslöser
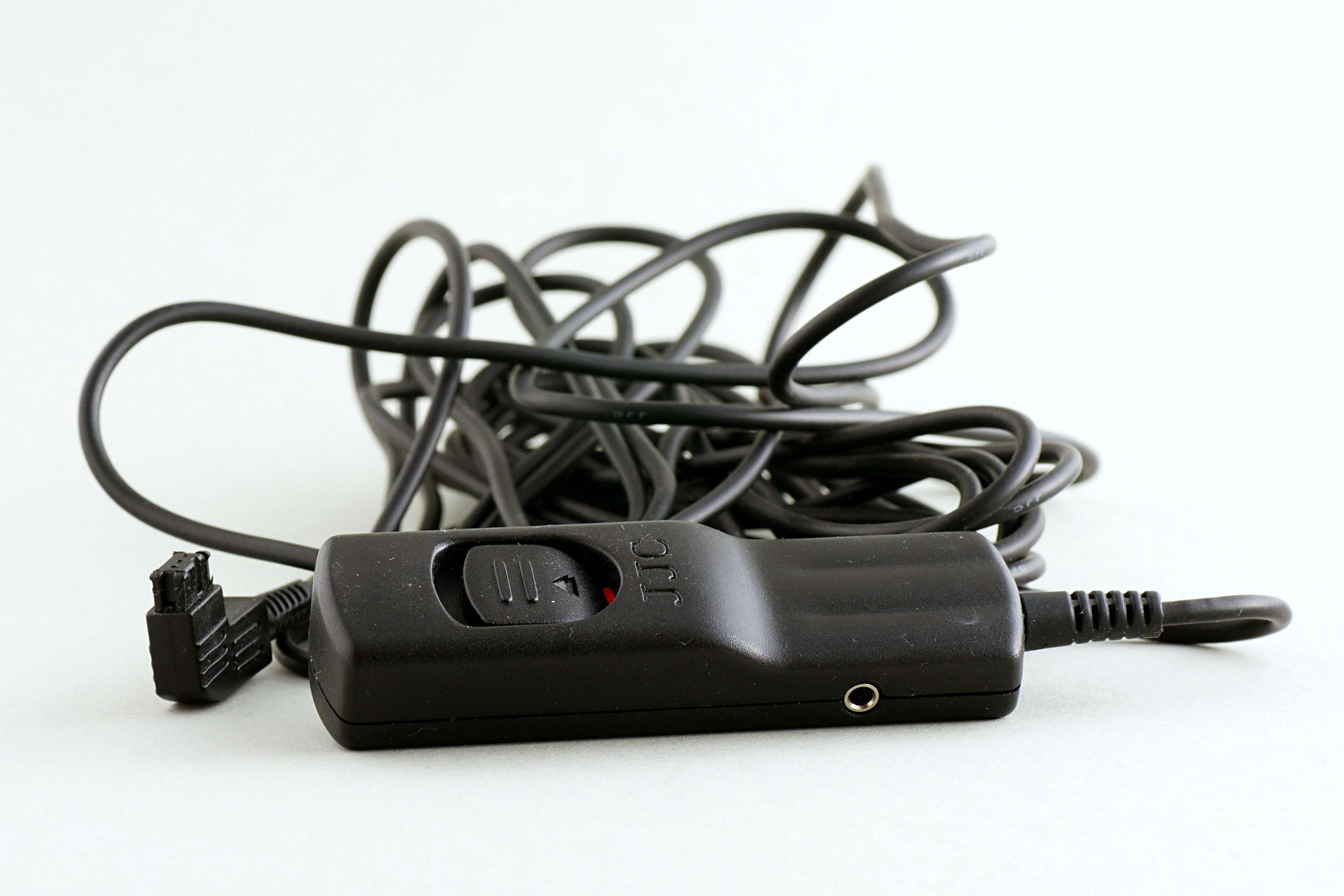
Elektrischer Kabelfernauslöser
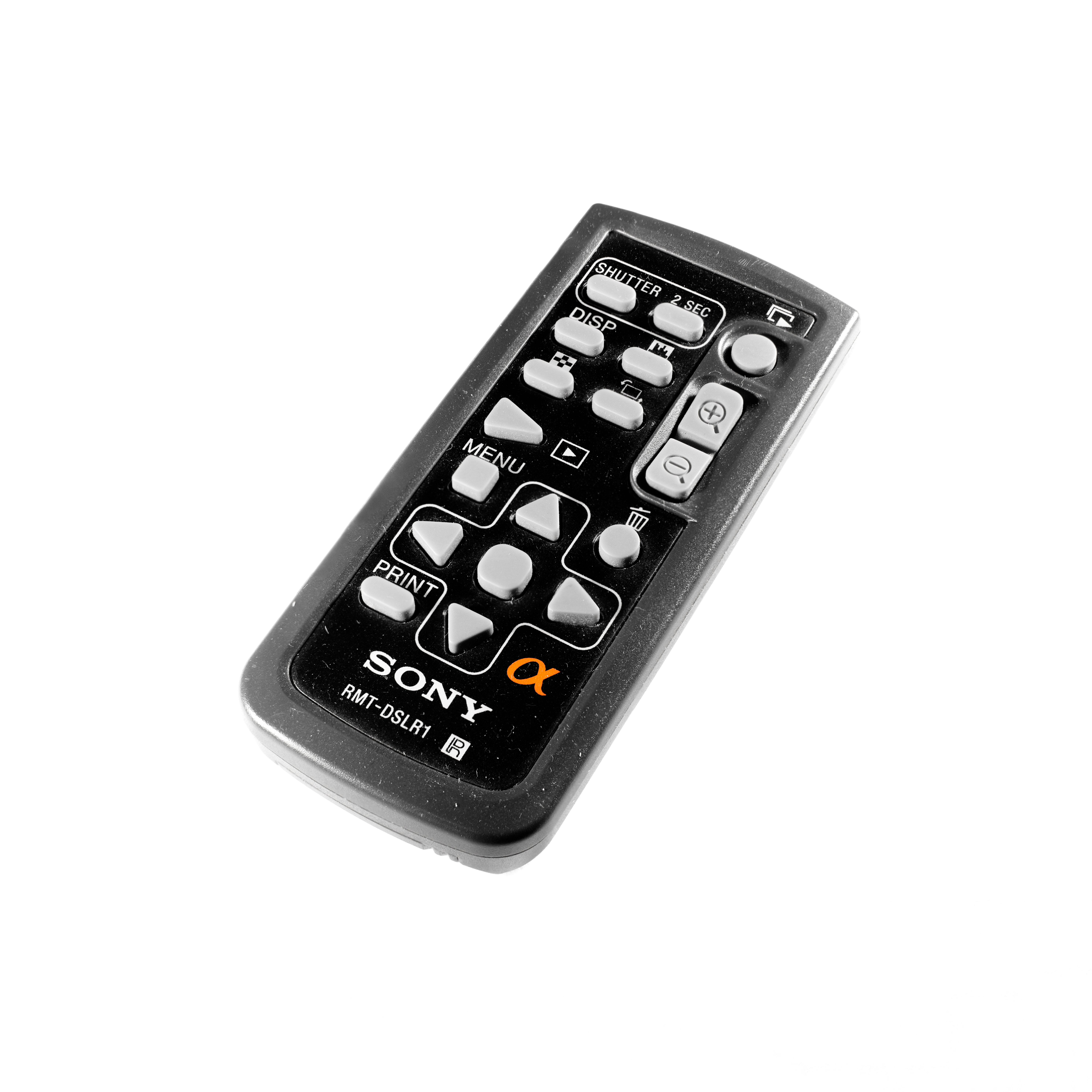
Drahtloser Infrarotfernauslöser

- mechanische Bowdenzüge – sie werden meist als Drahtauslöser bezeichnet und können eine Feststellschraube für Zeitaufnahmen haben
- elektrische Kabelverbindungen,
- optische Einrichtungen (Infrarotsender und Empfänger oder Sklavenblitzauslöser),
- Funkverbindungen,
- inzwischen selten sind pneumatische Verbindungen.

Moderne Kameras verbinden den Fernauslöser zur Betätigung des Verschlusses mit einer Bedienmöglichkeit des Autofokus. Zudem kann der Fernauslöser auch verwendet werden, um die Kamera mittels einer Lichtschranke, eines Bewegungsmelders oder akustischen Sensors auszulösen.
Für die Personenfotografie ist der Fernauslöser dann sinnvoll, wenn auch der Bediener der Kamera auf dem Foto erscheinen möchte. Für diese Anwendung eignet sich auch der Selbstauslöser, der dem Fotografen nach Betätigen des Auslöseknopfes einige Sekunden Zeit lässt, sich vor der Linse zu positionieren, bevor das Foto geschossen wird.
Fernauslöser sind in vielen Bereichen der Fotografie einsetzbar oder sogar unabdingbar, besonders in der Naturfotografie, der Makrofotografie, Tierfotografie, Sachfotografie, Reprofotografie und bei Nachtaufnahmen.

## Funktionsweise des mechanischen Drahtauslösers
Durch die flexible Verbindung und damit die räumliche Entfernung von Fotograf zur Kamera werden mechanische Einflüsse (Erschütterungen) während des Auslösevorgangs vermieden.
Dazu wird mittels eines Bowdenzugs, in dem sich ein beweglicher Draht befindet, bei Betätigung Druck auf den Auslöser der Kamera übertragen. Es existieren Varianten mit einer Feststellschraube oder einer anderen Klemmvorrichtung, die das Offenhalten des Verschlusses für eine längere Zeit erleichtern.

### Doppel-Drahtauslöser
Eine besondere Variante stellt der mechanische Doppel-Drahtauslöser dar. Mit ihm können zwei Kamerafunktionen gleichzeitig – oder kurzzeitig versetzt – mit einem Handgriff durchgeführt werden.
Notwendig wird dies z. B. bei Makroaufnahmen mit dem Balgengerät. Der erste Drahtauslöser schließt die Blende des Objektivs auf den eingestellten Wert, der zweite betätigt unmittelbar danach den Auslöser der Kamera. 
Bei Aufnahmen mit dem Teleobjektiv, bei Makroaufnahmen, oder bei Langzeitbelichtungen mittels Spiegelreflexkamera kann es notwendig werden, die Vibrationen des Spiegels – und damit eine Verwackelung der Aufnahme – zu vermeiden, indem Spiegel und Kameraverschluss unabhängig voneinander betätigt werden.

## Digitalkameras
Moderne Digitalkameras können teilweise durch das Anschlusskabel und entsprechende Software direkt über den Computer ferngesteuert werden.
Andere Modelle erlauben eine Fernsteuerung vom Mobiltelefon oder Tablet-Computer via Bluetooth oder WLAN.